# Kaapsehoop
Kaapsehoop is een dorp in de provincie Mpumalanga in Zuid-Afrika. Het dorp is gelegen op 25 kilometer van Nelspruit.

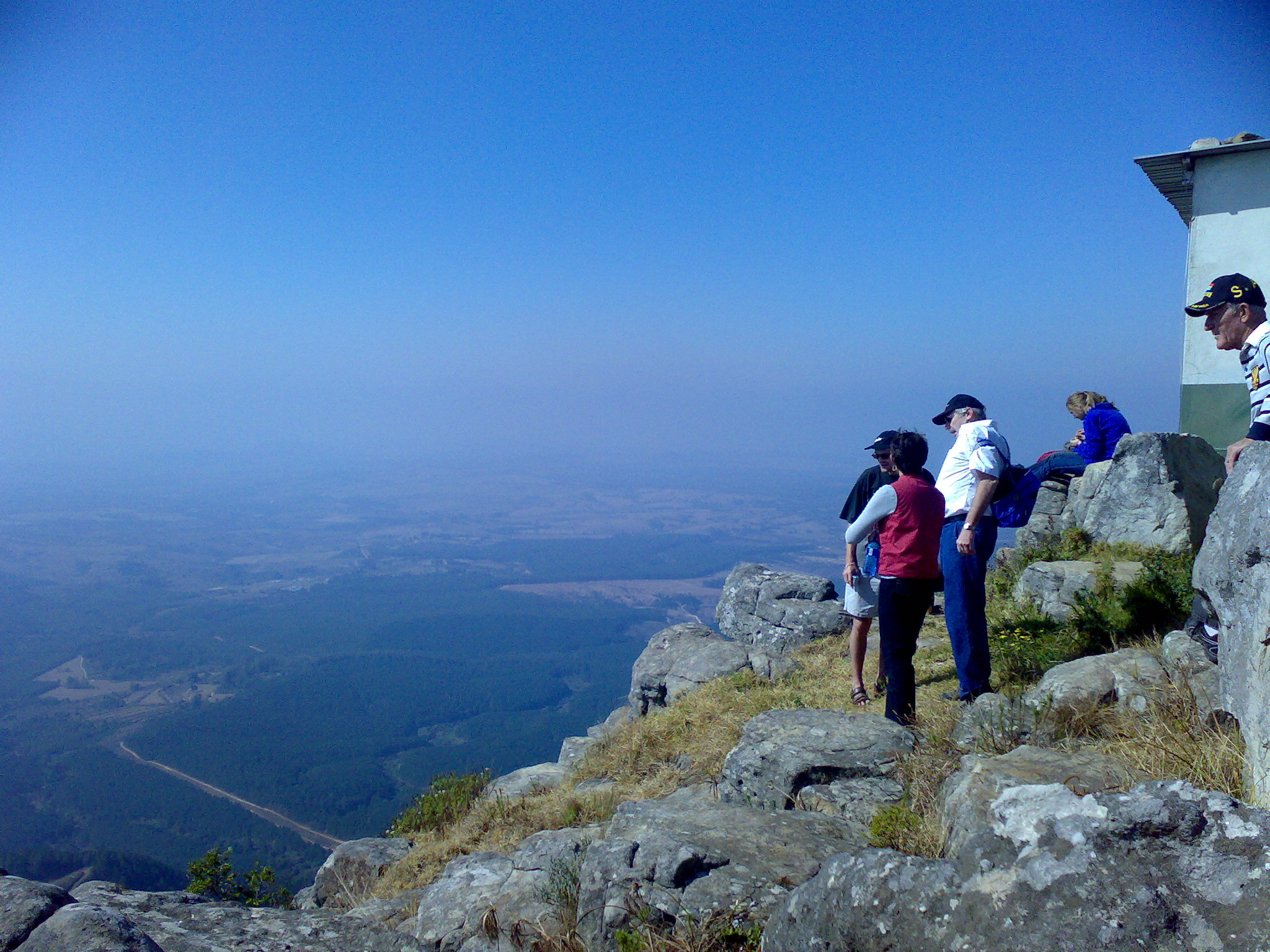
Uitzicht over De Kaapvallei.